# Lughovo kopí

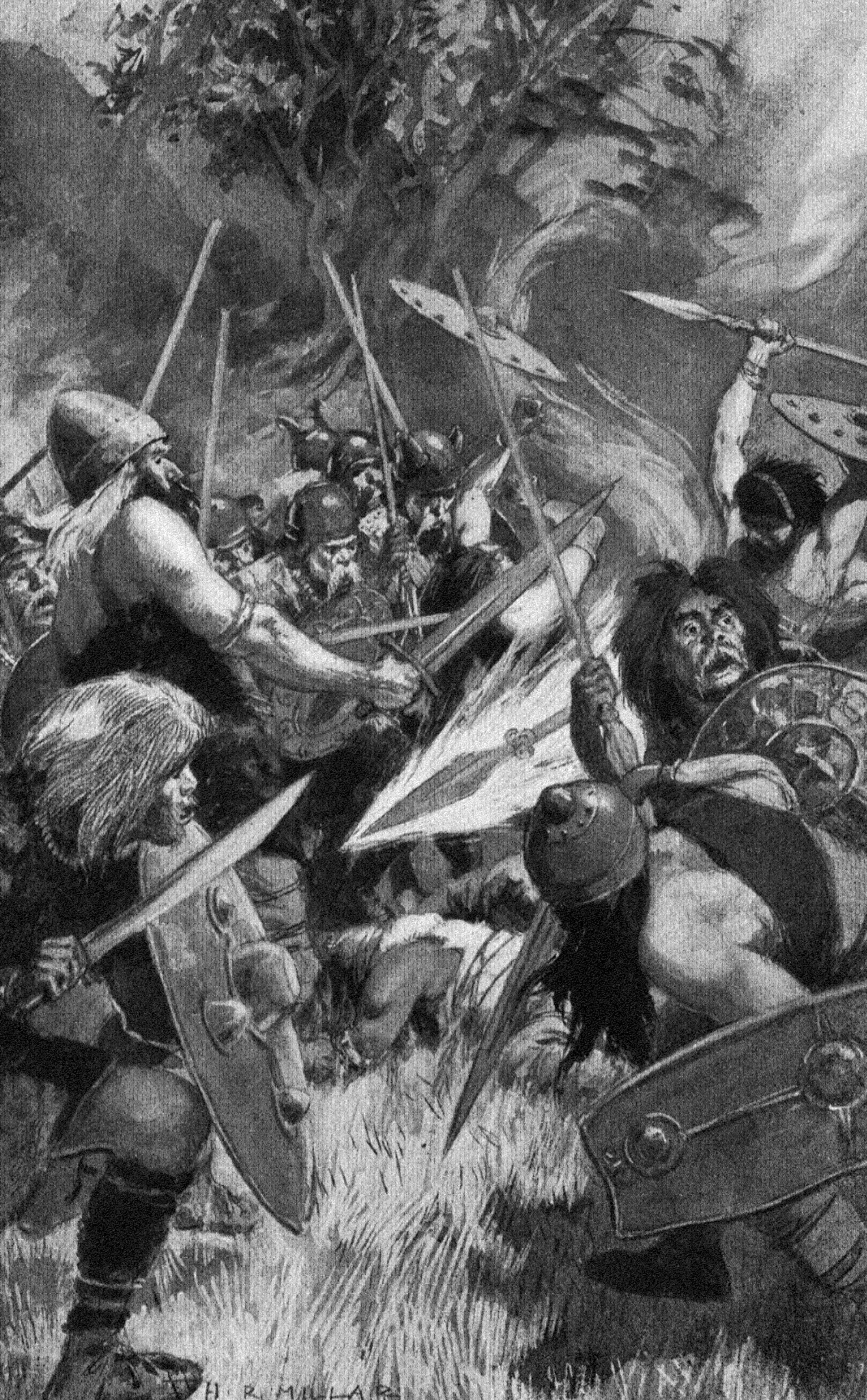
Lughovo kopí

Lughovo kopí je v keltské mytologii zázračná zbraň. Je to jeden ze čtyř pokladů Tuatha Dé Danannů. Kopí bylo doneseno z města Goriasu. Považuje se za symbol slunečních paprsků, září jako blesk, nikdy nemine cíl, zabíjí všechny nepřátele a zaručuje vítězství v bitvě. Strážcem této zbraně byl sluneční bůh Lugh, který v hodu kopím a též ve střelbě prakem dosáhl znamenité zručnosti – snad proto získal přízvisko Lámfada (=dlouhoruký). Lughovo kopí bylo stejně jako ostatní tři poklady Danannů často usilovně hledáno. Svými kouzelnými vlastnostmi se podobá magickému oštěpu Gungni či Svatému kopí.